# Madonna Sykstyńska
Madonna Sykstyńska – obraz Rafaela namalowany ok. 1512–1513, uważany za jedno z najdoskonalszych obrazów dojrzałego renesansu. Znajduje się w Galerii Obrazów Starych Mistrzów w Dreźnie.

## Opis obrazu
Rafael pragnął na obrazie ukazać doniosłe wydarzenie, będące jednocześnie uchwytnym i bliskim ludzkiemu sercu. Madonna została ukazana jako Madonna orędowniczka, błagająca Boga o łaskę o wiernych. Jej postać jest otoczona delikatną złotą poświatą. Jej wzrok jest ufny i szczery. Sposób ukazania Marii w ten sposób stanowiło nowość w sztuce renesansowej. Maria idzie boso, stawiane przez nią kroki są delikatne. Postać Marii jednocześnie stoi i unosi się, jednocześnie wzbudza wrażenie, że posuwa się lekko w kierunku widza. Chusta Marii rozwiewa się, przybierając kształt łuku. Płaszcz Marii ma kolor błękitny. Barwa ta symbolizuje wybrankę Boga. Suknia Marii jest w kolorze czerwonym, symbolizującym mękę i ofiarą, jaką poniesie Maria podczas ukrzyżowania Jezusa. Trzymając w ramionach Dzieciątko Jezus obwieszcza światu, że jej syn zostanie złożony jako ofiara dla zbawienia ludzkości. Oboje kierują wzrok bezpośrednio w stronę widza. Dominującymi barwami na obrazie są czerwień, żółć i błękit, często stosowane przez Rafaela. Obraz został wzbogacony malachitową zielenią.
Madonna jest umieszczona między św. Sykstusem i św. Barbarą. Oboje świętych pełnią funkcję pośredników między mieszkańcami nieba a wiernymi na ziemi. Choć św. Sykstus jest zwrócony ku Marii, prawą rękę wyciąga ku widzom. Święty ma rysy twarzy zleceniodawcy obrazu, papieża Juliusza II. Znajdująca się w lewym dolnym rogu obrazu tiara papieska jest jedynym punktem stałym. Św. Barbara ma na sobie ubrania modne na renesansowym dworze. Przyklękająca św. Barbara patrzy w dół, nawiązując duchową relację z wiernymi, którzy mogli oglądać obraz z dołu. Św. Barbara stanowi portret jednej z krewnych Juliusza II. Wśród osób, które mogły zostać uwiecznione na obrazie, wymieniane są m.in. siostrzenica papieża Julia Orsini lub też bratanica Lukrecja della Rovere.
Na samym dole Rafael umieścił dwa putta ze skrzydłami, które poważnie wznoszą oczy ku niebu, przejęci świętością nieba. Ich wzrok jest w źródłach opisywany również jako nieco znudzony. Anioły stanowią symbol niedojrzałej duszy ludzkiej.

## Historia
Nazwa obrazu pochodzi od imienia papieża i świętego kościoła katolickiego Sykstusa II, który został umieszczony na obrazie. Pomimo krążącej opinii, obraz ten nie jest w żaden sposób związany z Kaplicą Sykstyńską. Madonna Sykstyńska powstała dla benedyktynów z kościoła San Sisto w Piacenzy (w którym przechowywano relikwie św. Sykstusa i św. Barbary), na zlecenie Juliusza II, miłośnika św. Sykstusa. Dzieło miało uczcić włączenie Piacenzy do terytorium Państwa Kościelnego oraz pamięć Francesca della Rovere, wuja Juliusza II.
Data powstania obrazu przez lata wzbudzała kontrowersje. W XXI wieku Madonna Sykstyńska została datowana na lata 1512–1513. Dzieło zostało ukończone prawdopodobnie na początku 1513 roku. Madonna Sykstyńska jest jednym z nielicznych obrazów Rafaela namalowanych na płótnie. Wybór podłożona został podyktowany przeznaczeniem obrazu jako elementu używanego podczas procesji.
Zgodnie z zamówieniem obraz został dostarczony do kościoła San Sisto w Piacenzy. W 1754 roku benedyktyni sprzedali ten obraz przebywającemu w Dreźnie elektorowi saskiemu i królowi Polski Augustowi III Sasowi za kwotę 120 tys. franków. Po przeniesieniu obrazu do Drezna dzieło stało się bardzo popularne. W 1945 roku obraz zrabowała Armia Czerwona, którzy w 1955 roku zwrócili dzieło Galerii Drezdeńskiej. Z okazji pięćsetnej rocznicy namalowania Madonny Sykstyńskiej, w 2012 roku odtworzono ramę obrazu, a Galeria Drezdeńska przygotowała wystawę jubileuszową poświęconą temu obrazowi.

## Obraz w kulturze
Aleksandr Puszkin określił scenę oddania hołdu Madonnie przez św. Sykstusa i św. Barbarę jako wizję czystego piękna. Znajdujące się na dole obrazu putta stały się popularnym motywem w reklamach.